# Miltochrista erubescens
Miltochrista erubescens là một loài bướm đêm thuộc phân họ Arctiinae, họ Erebidae.